# IC 3629B
IC 3629B је спирална галаксија у сазвјежђу Береникина коса која се налази на листи објеката дубоког неба у Индекс каталогу.
Деклинација објекта је + 13° 36' 23" а ректасцензија 12h 39m 42,9s. Привидна величина (магнитуда) објекта IC 3629 износи 16,0 а фотографска магнитуда 16,8. IC 3629B је још познат и под ознакама MCG 2-32-168, VCC 1806, PGC 42381.